# Semeteh
Semeteh is een bestuurslaag in het regentschap Musi Rawas van de provincie Zuid-Sumatra, Indonesië. Semeteh telt 1605 inwoners (volkstelling 2010).